# Rio Cáster
O Rio Cáster tem as suas nascentes na Freguesia de Sanfins (Santa Maria da Feira) do concelho de Santa Maria da Feira.. Essas nascentes são: Santo Aleixo, Vergado e Carvalhosa e tem a sua origem em diferentes pontos da Freguesia de Sanfins. A junção dessas três nascentes é que formam o Rio Cáster que desagua na ria de Aveiro perto do cais do Puchadouro em Ovar. O rio Cáster nasce na freguesia de Sanfins, do concelho de Santa Maria da Feira e atravessa várias freguesias deste concelho, bem como do concelho de Ovar, até desaguar na Ria de Aveiro, que tem o seu limite norte no Carregal.
Tem uma extensão de aproximadamente  20,5 Km e drena uma bacia hidrográfica de 86.7 Km2.
A Ria recebe também os caudais dos rios Vouga, Antuã, e de outros pequenos rios, que no conjunto correspondem a uma área de bacia de cerca de 3600 km².
O Rio Cáster constitui um magnífico local para a observação da natureza, nomeadamente na sua foz.
Este rio, bem como os seus afluentes e bacia, têm sido receptores de efluentes industriais, nomeadamente no concelho de Santa Maria da Feira e domésticos, sólidos e líquidos.
Associados a este rio, nomeadamente pela pesca e a agricultura, estão desde longa data os moradores da Ribeira de Ovar que dependeram do seu cais desde meados do século XVIII para procederem ao transporte de mercadorias entre Aveiro, o Porto e demais terras interiores.

## Ponte de São Silvestre
A ponte pedonal São Silvestre, inaugurada em 2016 sobre o rio Cáster, instalada no Parque da Senhora da Graça, em Ovar, tem apenas 38 milímetros de espessura e é um exemplo de investigação da Universidade do Minho em parceria com várias empresas do setor.
Com 11 metros de comprimentos, dois de largura, três toneladas e apenas 38 milímetros de espessura, a ponte é imune a fenómenos de corrosão e é a mais fina que existe em betão auto-compactável reforçado com fibras. Esta característica elimina situações de vibração, enquanto as fibras e as propriedades de resistência conseguidas neste betão evitaram o recurso a armaduras de aço convencionais,  permitindo uma espessura e peso reduzidos.